# José Rovisco Pais
José Patrocínio Rovisco Pais (Casa Branca, Sousel, 16 de outubro de 1862 — Lisboa, 1932) foi um grande proprietário agrícola e industrial de cervejas, que se destacou pela filantropia a favor de instituições de proteção da saúde. Avesso a publicidade e a honrarias, as suas múltiplas benemerências foram praticadas em segredo e só depois da morte se conheceu o seu autor.

## Biografia
Nasceu à meia-noite de 16 para 17 de outubro de 1862, na freguesia de Casa Branca, em Sousel. Era filho do proprietário Miguel Dâmaso, natural de Casa Branca, e de Maria Ezequiel, natural de Avis (freguesia de Ervedal). Os seus apelidos provêm dos avós maternos, Paulo Rovisco de Mendonça e Joaquina Margarida Pais. Foi seu padrinho de batismo o conhecido proprietário local, José Rovisco de Mendonça.
Foi um grande proprietário de terrenos e proprietário da Cervejaria Trindade, em Lisboa. Quando morreu legou os seus bens aos Hospitais Civis de Lisboa, do Estado português, com o objetivo de apoiar instituições de saúde.
A filantropia de Rovisco Pais foram de tal vulto, que permitiram concluir as obras da Maternidade Alfredo da Costa, da Santa Casa da Misericórdia de Setúbal e a criação da Leprosaria Nacional Rovisco Pais, na Tocha, hoje Centro de Medicina de Reabilitação da Região Centro.
Em testamento doou aos Hospitais Civis, do Estado português, as suas herdades de Pegões, um latifúndio de sete mil hectares. Nestes terrenos foi implantado na década de 1950 a Colónia Agrícola de Pegões, o maior projeto de colonização interna realizado em Portugal, que permitiu a fixação de duzentas e cinco famílias em casais agrícolas de cerca de dezoito hectares e a plantação de oitocentos e trinta hectares de vinha. Em complemento, em 1958, foi constituída a Cooperativa Agrícola Santo Isidro de Pegões, destinada a laborar na sua adega, a produção dos novos vinhedos.
A 17 de março de 1933, foi agraciado, a título póstumo, com o grau de Grã-Cruz da Ordem de Benemerência.